# Minds
Minds és una xarxa social basada en blockchain de "tecnologia alternativa". Els usuaris poden guanyar diners o criptomoneda per utilitzar Minds, i els tokens es poden utilitzar per augmentar les seves publicacions o finançar altres usuaris. S'ha descrit que Minds està més centrat en la privadesa que les xarxes socials convencionals. Escriptors de The New York Times, Engadget i Vice han destacat el volum d'usuaris i contingut d'extrema dreta a la plataforma. Minds es descriu com a centrat en la llibertat d'expressió i modera mínimament el contingut de la seva plataforma. Els seus fundadors han dit que no eliminen el contingut extremista del lloc amb el desig de desradicalitzar els que el publiquen a través del discurs civil.

## Història
Minds va ser cofundada el 2011 per Bill Ottman i John Ottman com una alternativa a xarxes socials com Facebook, que els fundadors creien que abusaven dels seus usuaris mitjançant "espionatge, mineria de dades, manipulació d'algoritmes i sense repartiment d'ingressos". Altres cofundadors van ser Mark Harding, Ian Crossland i Jack Ottman. Minds es va llançar al públic el juny de 2015.
Una pàgina de Facebook afiliada al grup hacktivista Anonymous va animar els seus seguidors a donar suport a Minds el 2015 i va demanar als desenvolupadors que contribuïssin a la base de codi obert del servei.
El 2018, més de 150.000 usuaris vietnamites es van unir a Minds després de témer que Facebook compliria una nova llei que els obligava a eliminar perfils de la dissidència política i alliberar les dades dels usuaris al govern vietnamita. A partir del maig de 2020, més de 250.000 usuaris tailandesos es van unir a Minds després de les creixents preocupacions per la privadesa a Twitter, que s'havia utilitzat àmpliament per part de l'activisme polític. Això va portar a Minds a afegir compatibilitat amb l'idioma tailandès a les seves aplicacions mòbils i a actualitzar els seus servidors per gestionar l'afluència de trànsit.
L'octubre de 2019, el president dels Estats Units, Donald Trump, va convidar Minds a una cimera de xarxes socials organitzada a la Casa Blanca. El gener de 2021, després que YouTube i Facebook van retirar desenes de milers de perfils de partidaris de Trump i suposats supremacistes blancs de les seves plataformes arran de l'atac del Capitoli dels Estats Units de 2021 a principis d'aquell mes, Minds va ser una de les aplicacions alternatives que van adoptar aquests usuaris.

## Servei
Minds és un lloc web, així com una aplicació d'escriptori i mòbil. La plataforma atorga tokens de criptomoneda Ethereum ERC20 als seus usuaris en funció del seu compromís amb el lloc, i els usuaris gasten aquests tokens per promocionar el seu contingut o per finançar altres usuaris mitjançant subscripcions mensuals. Els fitxes també es poden comprar i bescanviar per moneda estàndard. Minds ofereix una subscripció premium mensual que ofereix als usuaris accés a contingut exclusiu, la possibilitat de verificar-se i la possibilitat d'eliminar les publicacions potenciades del seu feed.
Les publicacions a Minds apareixen en ordre cronològic invers, a diferència de moltes plataformes convencionals que utilitzen algorismes de classificació més complexos i sovint secrets per determinar quines publicacions apareixen.
Minds ha estat descrit com una plataforma de tecnologia alternativa, en referència al seu ús per part de la "dreta alternativa" o "alt-right", juntament amb altres serveis com Parler, Gab, BitChute i MeWe.

### Privacitat i seguretat
S'ha publicat que Minds està més centrat en la privadesa que els seus competidors. Tots els missatges enviats entre usuaris estan xifrats d'extrem a extrem, és a dir, fins i tot els que treballen per a l'empresa no poden llegir el seu contingut. Minds també és de codi obert, de manera que la seva base de codi es pot auditar lliurement per detectar vulnerabilitats o altres problemes de privadesa. I els usuaris poden registrar-se opcionalment de manera anònima.
El 2015, un consultor de seguretat d'aplicacions va publicar a la llista de correu Full Disclosure per dir que el client de Minds acceptava claus de xifratge sense cap verificació d'identitat i que Minds utilitzava el seu propi protocol de criptografia feble. A principis de la mateixa setmana, una empresa de seguretat havia publicat un informe de divulgació complet al·legant que havia trobat que era possible per a ells suprimir qualsevol missatge, editar el perfil de qualsevol usuari i penjar fitxers arbitraris a Minds. Mark Harding, CTO de Minds, va negar les afirmacions fetes a la llista de correu. Un investigador de seguretat del Johns Hopkins Information Security Institute va coincidir que el xifratge utilitzat per Minds era feble, i va dir que, tot i que no era necessàriament explotable, "no sóc optimista que ho hagin fet bé". Bill Ottman, CEO de Minds, va reconèixer els problemes informats a la divulgació completa de l'empresa de seguretat i va dir que l'empresa els havia tractat.

## Contingut
En una entrevista del 2018 amb TechCrunch, el fundador i CEO Bill Ottman va dir que la missió de Minds era "la llibertat a Internet amb privadesa, transparència, llibertat d'expressió dins de la llei i control dels usuaris". Les condicions del servei de Minds prohibeixen el <i>doxing</i>, la incitació a la violència, la publicació de contingut terrorista i l'assetjament directe d'altres usuaris. Però per altra banda, s'ha fet públic que Minds és menys rigorós a l'hora d'eliminar contingut censurable que les xarxes socials més convencionals. Un article de Wired del 2018 va assenyalar que no es va prohibir el discurs de l'odi i va informar que "la gran majoria del contingut de Minds és innocu, però hi apareixen publicacions que constituirien discurs d'odi en altres plataformes".
Després de l'aparició d'Ottman el febrer de 2018 al programa Tucker Carlson Tonight de Fox News, Media Matters for America va descriure Minds com "ple de fanatisme" i el contingut del lloc web com a racista, antisemita i misogin. També el 2018, un escriptor d'Engadget va escriure sobre les seves preocupacions pel compromís del lloc amb la protecció de la llibertat d'expressió: "No és fins que escrutines els canals més populars de la plataforma que comences a preguntar-te quin tipus de llibertat d'expressió i debat està interessada a protegir Minds. Les estrelles del lloc són en gran part els líders intel·lectuals del moviment d'extrema dreta, i el debat sembla molt unilateral. Si us pregunteu on han migrat les persones amb avatars de Pepe the Frog, és cap lloc web. De fet, el to general de Minds és una combinació d'odi a la raça, pornografia amb armes, 'eròtica problanca' i molta i molta herba". Vice va criticar Minds el 2019 com un "refugi" per als neonazis i els grups i persones d'extrema dreta. En resposta a les denúncies del 2019, el lloc va prohibir diversos neonazis i persones que pertanyien a grups d'odi. Nathaniel Popper va escriure per a The New York Times el 2021 que Minds "es va convertir en la llar en línia d'algunes de les personalitats de la dreta i els neonazis que van ser expulsats de les xarxes socials convencionals, juntament amb grups marginals, en altres països, que han estat objectiu pels seus governs".

### Moderació
El 2018, Minds tenia un petit equip que era responsable de controlar el contingut del lloc i no utilitzava intel·ligència artificial per intentar detectar contingut que infringia les condicions del servei del lloc. El maig de 2019, Wired va escriure que l'equip de moderació de Minds era "d'unes cinc" persones i que l'empresa estava en procés de formar un "sistema de jurat" que eliminaria el contingut basat en els vots dels seus usuaris. L'agost de 2019, Ottman va dir a NPR que recentment havien llançat el sistema de jurat, que permet als usuaris que consideren que la moderació del seu contingut ha estat injusta apel·lar a un jurat de dotze persones seleccionat aleatòriament format per altres usuaris.

### Desradicalització
Ottman ha dit que s'oposa a eliminar el discurs d'odi i altres continguts censurables de Minds perquè creu que pot cridar més l'atenció sobre això, i que s'oposa a l'expulsió dels extremistes perquè creu que només serveix per empènyer la gent cap a més "altres racons més foscos d'Internet". En una declaració del 2019 a Vice, els executius de Minds van expressar la seva creença en "la lliure expressió i la transparència com a antídot contra la radicalització, la violència i l'extremisme".
Minds s'ha associat amb Daryl Davis en un projecte de desradicalització anomenat "Change Minds". Davis és un músic de R&B negre que també es relaciona amb membres del Ku Klux Klan per intentar convèncer-los que marxin i desautoritzi el grup. Davis ha dit que espera utilitzar Minds per ensenyar a la gent a relacionar-se civilment entre ells, fins i tot quan tenen opinions oposades.

## Usuaris
Minds va comunicar a Business Insider que havia rebut 60 milions de visites el 2015. El 2018, Wired va dir que Minds tenia 1 milió d'usuaris en total, 110.000 dels quals estaven actius aquell mes determinat. El maig del 2020, Minds va informar que tenia més de 2,5 milions d'usuaris registrats i 300.000 usuaris actius mensuals.
Segons The Guardian, Minds forma part d'un grup de llocs web de tecnologia per l'"alt-right" en els quals "la moderació relativa del contingut es presenta com un compromís amb la llibertat d'expressió", fet que ha portat els conservadors a crear comptes a la plataforma per utilitzar-los en cas de prohibicions de llocs més restrictius. El gener de 2021, el New York Times va informar que YouTube i Facebook van eliminar desenes de milers de seguidors de Trump i supremacistes blancs de les seves plataformes, i que Minds es trobava entre les aplicacions alternatives que aquests usuaris van adoptar.

## Finançament
Minds s'ha finançat a través de capital de risc i micromecenatge de capital. L'empresa va recaptar 350.000 dòlars el 2013. Més tard, el servei va recaptar 1 milió de dòlars mitjançant una campanya de micromecenatge d'equitat de la Regulació CF. L'octubre de 2018, Minds va recaptar 6 milions de dòlars en finançament de la Sèrie A de Medici Ventures, una filial d'Overstock.com. Patrick M. Byrne, fundador i CEO d'Overstock.com, es va unir a la junta directiva de Minds. Més tard el va succeir Stanton Huntington, conseller general de Medici Ventures.